# Arròs negre

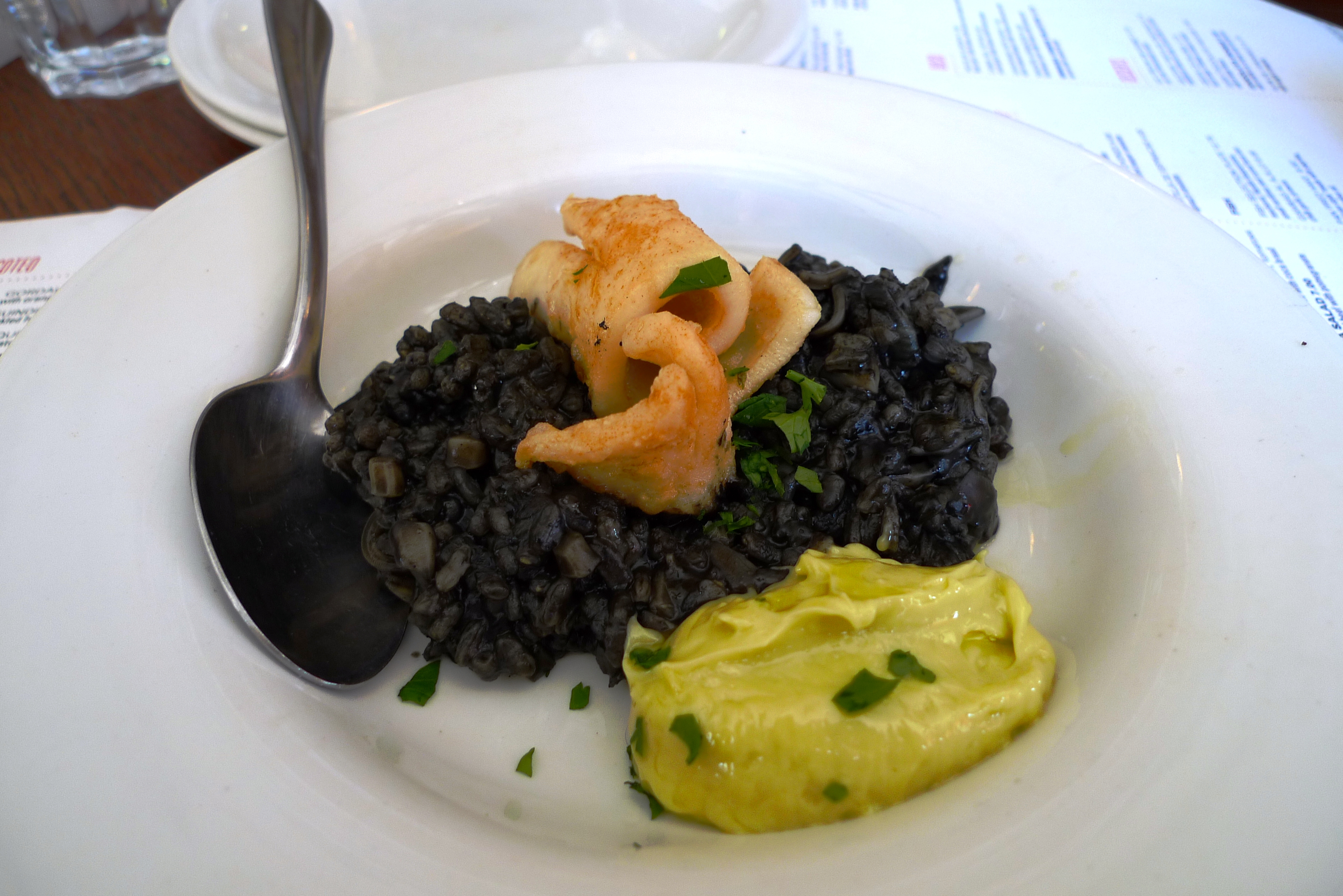
Arròs negre podávaná v Londýně

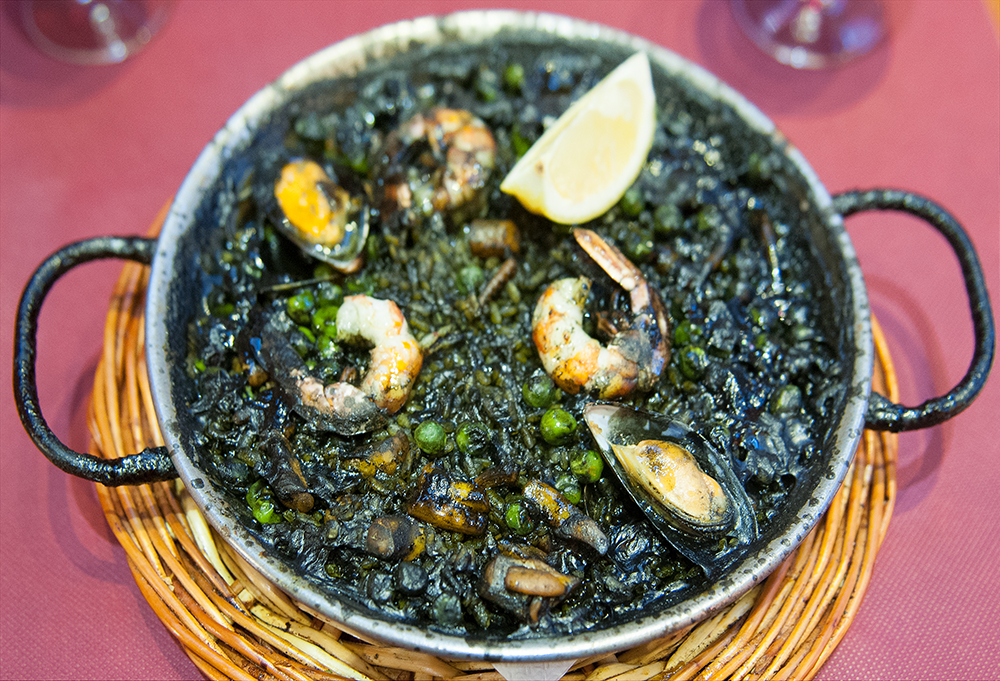

Arròs negre (valencijsky; španělsky také arroz negro) je pokrm ze sušené rýže připravovaný na valencijské pánvi paellera anebo v zapékací míse, typický černou barvou ze sépií a trochu připomínající paellu. Z toho důvodu je také známá pod jménem „černá paella“.
Tento pokrm se objevuje v jídelníčku mnoha oblastí Středomoří. Velmi hojně se vaří obzvláště ve východním Španělsku – patří k tradičním pokrmům v katalánského pobřeží. V Evropě se vaří ještě v Chorvatsku (crna riža) a Itálii (riso nero, risotto al nero di seppia), ve Střední Americe je na Kubě a v Portoriku známá jako arroz con calamares.
Překlad názvu jídla, černá rýže, se nesmí plést s exotickým druhem rýže, jež se také nazývá „černá“.

## Příprava
Arròs negre se připravuje z vývaru ze sépií či krakatic, rýže, smažené cibulky a sekaného česneku, kousků sépie, krakatice a krevet spolu se sépiovým inkoustem a přídavkem červené papriky. Inkoust se přidává k vývaru z rýže a je tím, co jídlu dává typickou tmavou barvu a přidává chuti mořských plodů.

## Servírování
Arròs negre se většinou podává v nádobě, v níž se pokrm vařil, hned po dokončení. Na stůl se postaví omáčník s česnekovou omáčkou alioli, aby si ji strávníci mohli do jídla přidat dle chuti anebo si jí dali kopeček na talíř.